# Elephas maximus asurus
L'elefante della Siria (Elephas maximus asurus), estintosi in tempi antichi, era la sottospecie più occidentale dell'elefante asiatico (Elephas maximus). Suoi resti scheletrici, databili ad un periodo di tempo che va da tre milioni di anni fa fino al 100 a.C., sono stati trovati in varie regioni del Medio Oriente (Turchia, Iraq e Siria).
Gli antichi artigiani siriani utilizzavano le zanne di questo animale per produrre statuette d'avorio. In Siria, la produzione d'avorio raggiunse il massimo nel corso del primo millennio a.C., quando gli Aramei fabbricavano splendidi mobili intarsiati d'avorio. Il numero sempre maggiore di uccisioni per rifornire il mercato dell'avorio portò questa sottospecie alla scomparsa in una data imprecisata verso il 900 a.C., anche se (si veda di seguito) alcuni elefanti vissero in Siria fino al 100 a.C. circa, queste popolazioni potrebbero essersi estinte nel corso del primo secolo avanti Cristo, quando smisero di essere utilizzate (e allevate) per la guerra, mentre continuarono ad essere cacciate per l'avorio e per i giochi nei circhi romani.

## Descrizione
L'elefante della Siria era una tra le più grandi sottospecie di elefante asiatico vissute in tempi storici: poteva raggiungere un'altezza al garrese di 3,5 metri o più. I resti scheletrici indicano che, a parte le dimensioni, non differiva moltissimo dalla sottospecie indiana.

## Controversie
Elefanti "siriani" vengono frequentemente citati nei testi di età ellenistica; in quel periodo la Siria era governata dai re seleucidi, i quali possedevano numerosi elefanti da guerra. Secondo alcuni questi animali erano elefanti indiani (E. m. indicus) finiti nelle mani dei sovrani seleucidi nel corso delle loro espansioni verso oriente. È attestato da fonti antiche, come Strabone e Polibio, che i re seleucidi Seleuco I e Antioco III possedevano un gran numero di elefanti indiani importati. Se questi elefanti indiani venivano importati a causa della rarità degli elefanti originari della Siria o perché erano più facili da addestrare e addomesticare rimane tuttora un mistero.
Comunque dal 900 a.C. all'età ellenistica non vi sono riferimenti a popolazioni di elefanti nel nord della Siria (mentre già dopo il 1300 a.C. queste popolazioni dovevano essere notevolmente ridotte), né come selvatici né come semi domestici (nessuna specie di elefante è completamente addomesticabile, visto che non si riproduce facilmente in cattività). 
Inoltre le popolazioni di elefanti siriani dell'età del bronzo non furono mai "addomesticate" o utilizzate come animali da soma o da guerra, vennero invece cacciati per l'avorio e come preda reale, con qualche indizio che alcuni di essi fossero tenuti nei serragli.
Quindi è probabile che la sottospecie di elefanti siriani si estinse nella Myria (una regione montuosa e boscosa a nord est della Siria) all'inizio dell'età del ferro (quando, come nota il paleontologo Masseti, l'uomo iniziò a competere con la popolazione selvatica nello sfruttamento delle foreste, abbattendole per produrre carbone con cui forgiare il ferro), venendo poi reintrodotto con esemplari provenienti dall'India o da Ceylon tenuti in stato semi brado (le femmine) o ad uso militare (i maschi).
Annibale aveva un elefante da guerra noto come Surus, nome che secondo alcuni significa "il Siriano". Si dice che tra tutti i suoi elefanti fosse stato il migliore (oltre che il più grande). Se tale ipotesi fosse vera, quest'animale sarebbe sicuramente di provenienza seleucide. Rimane ancora oggetto di speculazione il fatto se fosse stato un elefante nativo della Siria o un esemplare indiano importato (Gli elefanti da guerra utilizzati solitamente dai Cartaginesi, nonostante le raffigurazioni popolari, erano i più piccoli elefanti del Nordafrica, Loxodonta africana pharaonensis, una popolazione o sottospecie di elefante africano della savana, anch'essa ormai estinta.)